# Vladislav Šarišský
Vladislav Šarišský (* 25. August 1984 in Košice) ist ein slowakischer Komponist und Pianist.

## Leben
Nach einem 1999–2004 erfolgten Studium am Konservatorium von Košice in Komposition bei Norbert Bodnár sowie Klavier bei Peter Kaščák und Janette Šingerová setzte Vladislav „Slnko“ Šarišský 2004–2009 seine Ausbildung bei Jevgenij Iršai an der Hochschule für Musische Künste Bratislava (Vysoká škola múzických umení v Bratislave – VŠMU) fort. 2012 schloss er dort ein Doktoratsstudium bei Iršai an. Neben seiner Arbeit als Komponist ist Šarišský als Pianist solistisch und in Ensembles tätig. Er arbeitete u. a. mit der Slowakischen Sinfonietta Žilina, dem Ukrainischen Radiosinfonieorchester und dem Nationalen Sinfonieorchester der Ukraine, dem European Youth Orchestra, dem Radiosinfonieorchester Minsk sowie dem Orchester Viva! zusammen. Šarišský ist Frontmann der slowakischen Band Talent Transport. Mehrfach wirkte er auch als Darsteller in Dokumentar- und Spielfilmproduktionen.

## Preise (Auswahl)
- 2012: Preisträger in der Kategorie „Komposition für Soloinstrument und Symphonieorchester“ für das Stück EFieL beim Internationalen Prokofjew-Wettbewerb St. Petersburg
- 2012: Preis der Tatra Bank Stiftung für die Musik zu Novecento – legenda o pianistovi
- 2019: Preis „Slnko v sieti“ der Slowakischen Film- und Fernsehakademie für die Musik zu Válek

## Werke (Auswahl)

### Bühne
- Hledání slov. Musik zu einem Theaterstück von Sue Townsend (2011)
- Karpatský thriller. Musik zu dem Theaterstück von Eugen Gindl (2013)[1]
- Novecento – legenda o pianistovi. Theaterstück nach dem Roman-Monolog „Novecento“ von Alessandro Baricco, Musik von Vladislav Šarišský und Kamil Mikulčík (2011)[2][3][4]
- Moře (orig.: The Sea). Musik zu dem Theaterstück von Edward Bond (2018)[5]
- Ružové kráľovstvo (Das rosa Königreich). Märchenoper nach „Dornröschen“ der Brüder Grimm, Libretto: Jozef Slovák (2018)[6]

### Vokalstimme(n) und Orchester
- NUEN. Sonate für Orchester, Klavier und Sopran (2004)
- LEiA. Suite für drei Violine, Kinderchor und Orchester (2006)

### Orchester
- DEON. Sonate für Akkordeonorchester (2004)
- EReiL (2013)

### Soloinstrument(e) und Orchester
- DOR. Konzert für Klavier und Sinfonieorchester (2003)
- EFieL. Konzert für Flöte und Sinfonieorchester (2011)
- Spring Jar (Frühling) für Oboe, Klarinette, Fagott, Horn und Orchester (2020)

### Ensemble
- ANIeL. Spiel für elf Spielende (2007)
- Black Swan für Baritonsaxophon, zwei Violinen, Viola, Violoncello, Gitarre und Klavier (2020)

### Duo und Kammermusik
- Streichquartett Nr. 1 (2001)[7]
- Streichquartett Nr. 2 (2004)
- MENOR für Klavierquintett (2005)
- NANA. Sonate für Flöte und Klavier (2007)
- Trio für Violine, Violoncello und Klavier (2009)
- Streichquartett Nr. 5 (2017)
- Streichquartett Nr. 6 (2019)

### Klavier solo oder zu vier Händen
- Sonate Nr. 1 (2001)
- Toccata Slovaca (2002)
- Ro(t)H (2007)
- METhEL. Fantasie für Klavier zu vier Händen (2008)

### Diverse Soloinstrumente
- Eli. Fantasie für Violoncello (2007)
- MeNIA. Fantasie für Akkordeon (2010)

### Filmmusik
- Hotel Úsvit. Dokumentarfilm, Regie: Mária Rumanová (2016)
- Válek. Dokumentarfilm, Regie: Patrik Lančarič (2018)[8]
- Útek z dobrého väzenia. Kurzfilm, Regie: Erik Jasaň (2021)

## CD-Diskographie (Auswahl)
- Sonate Nr. 1 – Ladislav Fanzowitz (Klavier) – auf: Slowakische Klaviersonaten (Pavlík Records, 2009)
- MeNIA – Milan Osadský (Akkordeon) – auf: milan osadský. nice (Pavlík Records, 2011)
- Streichquartett Nr. 1, Streichquartett Nr. 2, Streichquartett Nr. 5 – Moyzes-Quartett – auf: Vladislav Šarišský: Streichquartette (Real Music House, 2019)[9]
- Black Swan – Erik Rothenstein (Saxophon), Ansambel SO36 – auf: Black Swan (2020)
- Streichquartett Nr. 6 – Spectrum Quartett – auf: Spectrum Quartett – (Pavlík Records, 2021)
- Marián Varga: Sad Morning Tram (Arrangement Vladislav Šarišský) – Sisa Fehér (Gesang), Oskar Török (Trompete), Jozef Lupták (Violoncello), Vladislav Šarišský (Klavier) – auf: konvergencie 2020 live (Konvergencie, 2021)